# Dongliguantun
Dongliguantun (kinesiska: 东李官屯镇, 东李官屯) är en köping i Kina. Den ligger i provinsen Shandong, i den östra delen av landet, omkring 83 kilometer nordväst om provinshuvudstaden Jinan. Antalet invånare är 27 055. Befolkningen består av 13 504 kvinnor och 13 551 män. Barn under 15 år utgör 18,0 %, vuxna 15-64 år 70 %, och äldre över 65 år 11,0 %.
Genomsnittlig årsnederbörd är 800 millimeter. Den regnigaste månaden är juli, med i genomsnitt 287 mm nederbörd, och den torraste är januari, med 5 mm nederbörd.